# 손승우 (축구 선수)
손승우(2002년 3월 18일 ~ )는 대한민국의 축구 선수로, 포지션은 풀백이다. 현재 K리그1 대구 FC 소속이다.